# Hermann Wennrich
Hermann Wennrich (* 12. September 1892 in Nimptsch, Niederschlesien; † 1974 in Prien am Chiemsee) war ein deutscher Finanzjurist und Bundesrichter.

## Leben
Wennrich studierte an der Eberhard-Karls-Universität Rechtswissenschaft und wurde 1912 im Corps Borussia Tübingen recipiert. 1963 wurde er auch Mitglied des Corps Marcomannia Breslau zu Köln und Aachen. Nach der Promotion zum Dr. iur. war er von 1923 bis 1932 bei verschiedenen Finanzämtern, danach bis 1936 am Reichsfinanzhof in München tätig.  1937 wurde er zum Oberfinanzpräsidium Kassel versetzt, wo er 1942 Regierungsdirektor wurde. Seit 1948 im  Hessischen Finanzministerium (seit 1949 als Ministerialrat), kam er 1950 als Bundesrichter an den Bundesfinanzhof; dort wurde er 1956 Senatspräsident, 1960 Vizepräsident.